# Leopoldius japonicus
Leopoldius japonicus är en tvåvingeart som beskrevs av Miyatake 1965. Leopoldius japonicus ingår i släktet Leopoldius och familjen stekelflugor. Inga underarter finns listade i Catalogue of Life.